# Terusan Muara
Terusan Muara is een bestuurslaag in het regentschap Banyuasin van de provincie Zuid-Sumatra, Indonesië. Terusan Muara telt 1814 inwoners (volkstelling 2010).